# Gerhard Grohs
Gerhard Grohs (* 24. Juni 1929 in Dresden; † 18. Februar 2015 in München) war ein deutscher Soziologe und Afrikawissenschaftler. Er war einer der Pioniere der sozialwissenschaftlichen Afrikastudien in Deutschland, Professor für Soziologie an der Freien Universität Berlin (1969–1975) und an der Johannes Gutenberg-Universität Mainz (1975–1994).

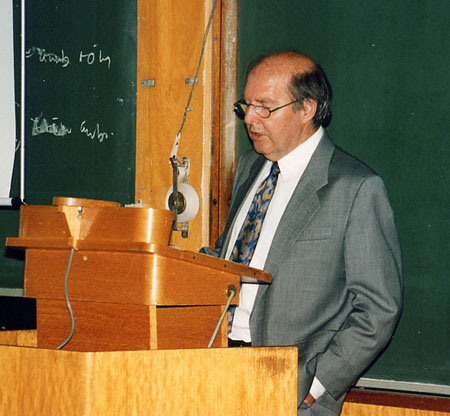
Gerhard Grohs (1995)

## Leben
Grohs studierte ab 1950 zunächst Rechtswissenschaften in Heidelberg und war dort 1952/53 AStA-Vorsitzender sowie 1953/54 2. Vorsitzender des Verbands Deutscher Studentenschaften (VDS). Nach der Promotion 1959 (mit einer Arbeit über das italienische Tarifrecht) absolvierte er ein Zweitstudium der Soziologie an der Freien Universität Berlin, das er 1961 mit dem Diplom abschloss. 1966 habilitierte er sich in Berlin mit der Arbeit Stufen afrikanischer Emanzipation. Studien zum Selbstverständnis afrikanischer Eliten. Nach Lehrtätigkeiten in Berlin, Leicester und Daressalam wurde Grohs 1969 zum Professor an der Freien Universität Berlin ernannt. 1975 wechselte er auf die Professur für Kultur und Gesellschaft Afrikas am Institut für Ethnologie und Afrikastudien der Johannes Gutenberg-Universität Mainz, die er bis zu seiner Emeritierung im Jahr 1994 bekleidete.
Nach der Emeritierung nahm Grohs noch bis 2009 Lehraufträge am Geschwister-Scholl-Institut der Ludwig-Maximilians-Universität München und an der Hochschule für Philosophie München wahr.
Neben seiner Lehrtätigkeit war Grohs lange Jahre kirchlich und entwicklungspolitisch engagiert, so z. B. als Vorsitzender des wissenschaftlichen Kuratoriums der Forschungsstätte der Evangelischen Studiengemeinschaft (FEST) in Heidelberg (bis 1999), als Mitglied der Entwicklungskommission und des Zentralausschusses des Weltkirchenrats in Genf sowie als Vorsitzender der Kammer für kirchlichen Entwicklungsdienst der Evangelischen Kirche in Deutschland (bis 1992). Von 1981 bis 1990 war er Mitglied des Beirats der Friedrich-Naumann-Stiftung.
Von 1991 bis 1993 war Grohs eines der ersten Mitglieder und zudem Vorsitzender der Vereinigung für Afrikawissenschaften in Deutschland (VAD). die seit ihrer Gründung 1969 die wesentlich zur Etablierung der modernen Afrikanistik als einem interdisziplinären, politisch und gesellschaftlich engagiertem Studienfach in Deutschland beitrug. Grohs spielte eine wichtige Rolle bei der Entwicklung des wissenschaftlichen und politischen Profils des VAD, zum Beispiel durch das 1986 veröffentlichte Memorandum „Südafrika zum Frieden zwingen“, das eine rigorosere Bekämpfung des Apartheidregimes in Südafrika forderte.
Seine Tochter Henrike Grohs wurde 2016 von islamistischen Terroristen ermordet.

## Publikationen (Auswahl)
Artikel
- „Frantz Fanon, ein Theoretiker der afrikanischen Revolution“. Kölner Zeitschrift für Soziologie und Sozialpsychologie 16 (3), S. 457–480. 1964
- The Resettlement of Offenders Act, 1969. Eastern Africa Law Review 2 (2), S. 247–258. 1969
- „Traditionalismus und Sozialismus im tansanischen Strafrecht“. Verfassung und Recht in Übersee, 4 (4). 1967
- “Difficulties of Cultural Emancipation in Africa”. Journal of Modern African Studies 14, S. 65–78. 1976
- „Kirche und Staat in Südafrika und Namibia“. Africa Spectrum 83 (3) 1983

Monographien
- Stufen afrikanischer Emanzipation : Studien zum Selbstverständnis westafrikanischer Eliten. Stuttgart:  Kohlhammer, 275 S., 1967 (Habilitationsschrift)
- Zum Wandel der sozialen Funktion afrikanischer Autobiographien. DGS, Bremen, 1981
- Ausdrucksformen kulturellen Protests in Afrika südlich der Sahara. DGS, Zürich : Seismo Verl, 1989

Herausgegebene Bücher
- Herausgeber: Theoretische Probleme des Sozialismus in Afrika : Négritude u. Arusha. Deklaration. 2. Jahrestagung d. Vereinigung von Afrikanisten in Deutschland (VAD) 1970. Hamburg: Buske, 288 S. 1971
- als Mitherausgeber: Zur Soziologie der Dekolonisation in Afrika. Frankfurt (am Main): Fischer Verlag, 298 S.
- als Mitherausgeber: Afrika hilft sich selbst. Prozesse und Institutionen der Selbstorganisation. Münster/Hamburg: Lit-Verlag. 1994